# Nó de mão

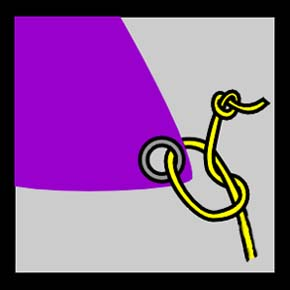
O uso de dois overhand nós, um que é usado como uma rolha.

O nó de mão é um dos mais fundamentais nós, ele é a forma da base de muitos outros, inclusive o enlace simples, enlace de mão, enlace pescador, nó recife, nó de pescador e o nó água. O nó de mão é uma stopper (rolha), especialmente quando usado sozinho e, por isso, é muito seguro até o ponto de aperto. Ele deve ser usado se o nó destina-se a ser permanente. Ele é frequentemente usado para evitar o fim de uma corda de desvendar. Um nó de mão torna-se um trevo de nó, um verdadeiro nó no sentido matemático, juntando nas extremidades.[carece de fontes?]
46. O nó de mão é o mais simples dos nós únicos e está "amarrado com uma extremidade" em torno de sua própria parte permanente, com o objetivo de evitar a desatar.
47. O nó de meio é um nó de ligação, sendo o primeiro movimento do recife ou nó quadrado. É "amarrado com duas extremidades em torno de um objeto" e é usado quando um cordão de três cordões de linho conhecido como reefing, dobrando e amarrando parcelas. Por exemplo, cordões de sapatos e similares.
48. O enlace de meio é  amarrado com uma extremidade  de uma corda que é passada em torno de um objeto e segura para sua própria parte de pé com um único enlace.— The Ashley Book of Knots

## Amarrar

Amarrar um nó overhand

Há um número de maneiras de amarrar o nó Overhand.
- Método do polegar: criar um enlace e empurre através do laço com o seu polegar.[carece de fontes?]
- Método do nó de mão: criar um enlace, por torcer a mão sobre o pulso e colocando a mão no buraco e, apertar com os dedos e puxe através do enlace.[carece de fontes?]

1. ↑  Ashley, Clifford W. (1944). The Ashley Book of Knots, p.14. Doubleday. ISBN 0-385-04025-3.